# سکرتریات (اسب)
سکرتریات (۳۰ مارس ۱۹۷۰–۴ اکتبر ۱۹۸۹)، که به نام بیگ رد نیز شناخته می‌شود، یک اسب اصیل از نژاد تروبرد مسابقه قهرمان آمریکایی بود که نهمین برنده تاج سه‌گانه آمریکا بود و رکورد سریع‌ترین زمان را در هر سه مسابقه ثبت کرد و هنوز هم دارد. او به عنوان یکی از بزرگ‌ترین اسب‌های مسابقه در تمام دوران در نظر گرفته می‌شود. او اولین برنده مسابقات سه تاج (Triple Crown) در ۲۵ سال گذشته تا آن زمان شد و رکوردشکنی او در بلمونت استیکز، که با ۳۱ فولی (هر فولی به اندازه یک قد اسب) فاصله با اسب بعدی برنده شد، به‌طور گسترده به عنوان یکی از بزرگ‌ترین مسابقات تاریخ در نظر گرفته می‌شود. او در طول دوران مسابقه‌ای خود، پنج جایزه Eclipse، از جمله افتخارات اسب سال را در دو و سه سالگی به دست آورد. او در سال ۱۹۷۴ نامزد موزه ملی مسابقات و تالار مشاهیر شد. در فهرست ۱۰۰ اسب مسابقه برتر ایالات متحده در قرن ۲۰، سکرتریات پس از Man o' War دوم است.
در دو سالگی، سکرتریات در اولین مسابقه خود در سال ۱۹۷۲ در اولین مسابقه خود چهارم شد، اما سپس در ۷ مسابقه از هشت مسابقه باقیمانده خود، برنده شد. تنها باخت او در این دوره در Champagne Stakes بود، در آن مسابقه هم او اول شد اما به دلیل تداخل به رتبه دوم تنزل یافت. او جایزه Eclipse کلت را برای قهرمانی در رده اسبهای دو ساله دریافت کرد و همچنین در سال ۱۹۷۲ موفق به کسب عنوان اسب سال شد، افتخاری نادر برای اسبی بسیار جوان.
در سه سالگی، سکرتریات نه تنها برنده تاج سه‌گانه شد، بلکه در هر سه مسابقه رکوردهای سرعت را نیز به ثبت رساند. رکورد زمانی مسافت ۱۱⁄۴ مایل او در دربی کنتاکی هنوز به عنوان رکورد چرچیل داونز و زمان ۱۱⁄۲ مایل روی پسیت خاکی او در بلمونت استیکز هنوز به عنوان رکورد آمریکا باقیست. رکورد عجیب و باورنکردنی او در Preakness Stakes در نهایت به عنوان یک رکورد همیشگی در سال ۲۰۱۲ شناخته شد. برد سکرتریات در گاتهام استیکز رکورد مسافت ۱ مایل را مساوی کرد، او رکورد جهانی را در جام مارلبورو در مسافت ۱۱⁄۸ مایل و تطبیق پذیری خود را با برنده شدن در دو مسابقه اصلی روی پیست کورس چمن ثابت کرد. او در آن سال سه بار شکست خورد: در یادبود وود، ویتنی، و وودوارد استیکز، اما درخشش او با ۹ برد، او را به یک نماد آمریکایی تبدیل کرد. او دومین عنوان اسب سال خود را به‌علاوه جوایز Eclipse برای قهرمان اسب کلت سه ساله و اسب چمن قهرمان برد.
در ابتدای سال سه سالگی اش، سکرتریات با مبلغ ۶٫۰۸ میلیون دلار (معادل ۴۰٫۱ دلار سال ۲۰۲۱) رکوردشکن سندیکا شد، به شرطی که تا پایان سال از مسابقات بازنشسته شود. خط خونی سکرتریات از طریق کره‌های دخترانش بیشترین تأثیر را تولید اسب‌های مسابقه ای داشت و در سال ۱۹۹۲ خون او به عنوان یکی از بزرگ‌ترین اسب‌های مسابقه در آمریکای شمالی تبدیل شد. دختران او چندین پدر برجسته از جمله Storm Cat , AP Indy , Gone West , Dehere و Chief's Crown را به وجود آوردند، و از طریق آنها امروزه خط خونی سکرتریات در شجره بسیاری از قهرمانان مدرن ظاهر می‌شود. سکرتریات در سال ۱۹۸۹ به دلیل التهاب لامینیت (لنگش) در سن ۱۹ سالگی درگذشت.

## ظاهر و شکل

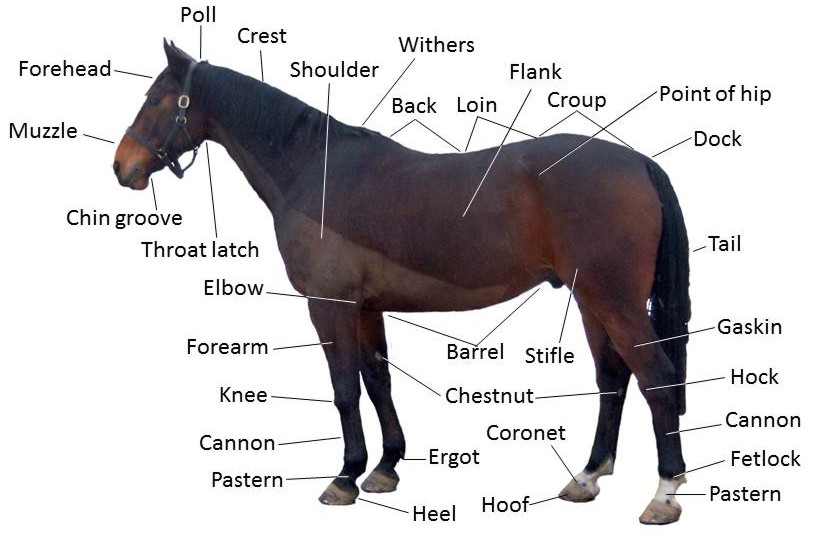
نمودار آناتومی اسب

دبیرخانه به اسبی عظیم و قدرتمند تبدیل شد که گفته می‌شود شبیه جد مادری پدرش، دیسکاوری است. او زمانی که به‌طور کامل رشد کرد دارای قد ۱۶۸ سانتیمتر معادل ۶۶ اینچ (از جدوگاه) شد. او به‌خاطر تعادل فوق‌العاده‌ای که به‌عنوان ساختار «تقریباً بی‌نقص» و بیومکانیک گامی توصیف می‌شود، مورد توجه قرار گرفت. قفسه سینه او به قدری بزرگ بود که به دور کمری سفارشی نیاز داشت و به خاطر پشتی بزرگ، قدرتمند و عضلانی اش مورد توجه بود. یک مربی استرالیایی دربارهٔ او گفت: «او باورنکردنی است، یک اسب کاملاً عالی. من هرگز چیزی شبیه او ندیدم.»
فقدان نقص‌های ساختاری عمده در سکرتریات مهم بود، زیرا اسب‌هایی با اندام‌ها و پاهای خوب کمتر احتمال دارد آسیب ببینند. قسمت عقبی بدن سکرتریات منبع اصلی قدرت او بود، با یک کفل شیب دار که طول استخوان ران او را افزایش می‌داد. هنگامی که در گام کامل بود، پاهای عقب او می‌توانستند به زیر خود برسند و راندن او را افزایش دادند. دور زیاد، پشت بلند و گردن خوش‌ساخت او همگی به کارایی قلب و ریه او کمک می‌کردند.
نحوه قرار گرفتن اعضای بدن سکرتریات در کنار هم، کارایی گام او را تعیین می‌کرد که بر شتاب و استقامت او تأثیر می‌گذاشت. حتی تفاوت‌های بسیار کوچک در طول و زاویه استخوان‌ها می‌تواند تأثیر عمده ای بر عملکرد داشته باشد. سکرتریات حتی به عنوان یک کره دو ساله به خوبی یک اسب بالغ بود و در سه سالگی از نظر جسمی به بلوغ بیشتری رسیده بود و راه رفتن خود را هموارتر کرده بود. دکتر گیلمن، دامپزشکی که به‌طور معمول نژادهای اصیل پیشرو را با هدف به‌کارگیری علم برای ایجاد روش‌های بهتر برای پرورش و ارزیابی اسب‌های مسابقه اندازه‌گیری می‌کرد، توسعه و تکامل سکرتریات را از دو به سه به صورت زیر اندازه‌گیری کرد:

### مرگ
در پاییز ۱۹۸۹، دبیرخانه به لامینیت مبتلا شد - یک بیماری سم دردناک و ناتوان کننده. هنگامی که وضعیت وی پس از یک ماه درمان بهبود نیافت، او در ۴ اکتبر در سن ۱۹ سالگی کشته شد دبیرخانه در مزرعه Claiborne به خاک سپرده شد، با توجه به افتخار نادر دفن کامل (به‌طور سنتی فقط سر، قلب، و سم اسب‌های مسابقه برنده دفن می‌شود).
در زمان مرگ سکرتریات، دامپزشکی که کالبد شکافی را انجام داد، دکتر توماس سورسک، پاتولوژیست سر در دانشگاه کنتاکی، قلب سکرتریات را وزن نکرد، اما اظهار داشت: «ما در سکوتی حیرت‌زده آنجا ایستادیم. ما نمی‌توانستیم آن را باور کنیم. قلب کامل و سالم بود. هیچ مشکلی در آن وجود نداشت. حقیقتاً قلب سکرتریات یک موتور عظیم بود." بعدها، Swerczek نیز کالبد شکافی شم را انجام داد که در سال ۱۹۹۳ درگذشت. Swerczek قلب شم را وزن کرد و ۱۸ پوند (۸٫۲ کیلوگرم). بر اساس اندازه‌گیری شم، و پس از کالبدگشایی هر دو اسب، او تخمین زد که قلب سکرتریات احتمالاً ۲۲ پوند (۱۰٫۰ کیلوگرم) دارد. چیزی حدود ۲٫۵ برابر قلب یک اسب معمولی (۸٫۵ پوند (۳٫۹ کیلوگرم)).

## افتخارات و قدردانی

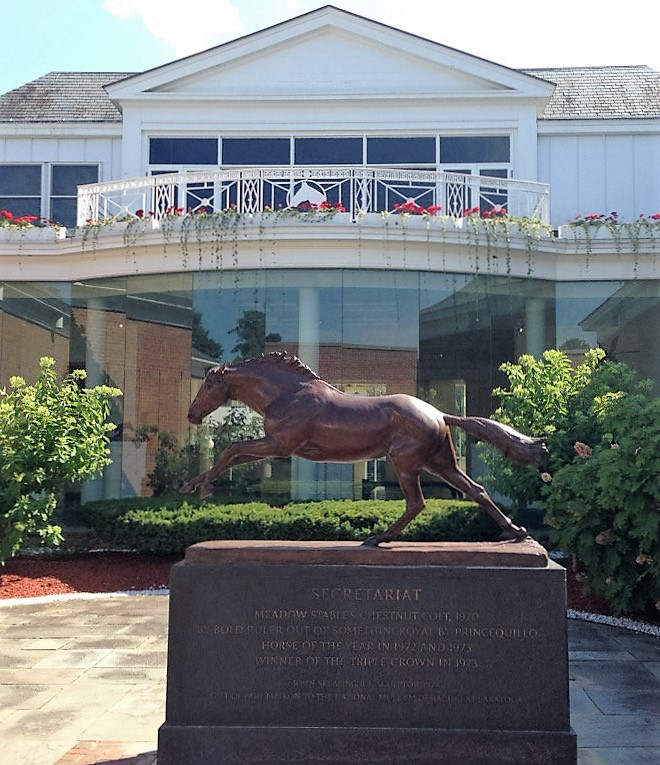
مجسمه سکرتریات در اندازه واقعی توسط جان اسکیپینگ در موزه ملی مسابقه و تالار مشاهیر در ساراتوگا اسپرینگز، نیویورک

سکرتریات در سال ۱۹۷۴، سال پس از پیروزی اش در تاج سه‌گانه، وارد موزه ملی مسابقات و تالار مشاهیر شد. در سال ۱۹۹۴، Sports Illustrated سکرتریات را در بین فهرست ۴۰ شخصیت برتر ورزشی در ۴۰ سال گذشته در رتبه ۱۷ قرار داد. در سال ۱۹۹۹، ای اس پی ان او را در رده ۳۵ از ۱۰۰ ورزشکار بزرگ آمریکای شمالی در قرن بیستم قرار داد، که بالاترین رتبه در بین سه غیرانسان در این فهرست بود (دو نفر دیگر نیز اسب‌های مسابقه بودند: Man o' War در رتبه ۸۴ و Citation در رتبه 97). سکرتریات پس از Man o' War در فهرست ۱۰۰ اسب مسابقه برتر ایالات متحده در قرن بیستم توسط The Blood-Horse در رتبه دوم قرار گرفت. او همچنین پس از Man o' War توسط یک هیئت شش نفره از کارشناسان که توسط آسوشیتدپرس جمع‌آوری شده بود، و یک هیئت هفت کارشناس Sports Illustrated, در رتبه دوم قرار گرفت،

## در سینما
- در سال ۲۰۱۰ فیلمی با نام سکرتریات با بازی دایان لین در نقش پنی چنری، جان مالکوویچ در نقش لوسین لورین، و اتو توروارث در نقش ران تورکوت و به کارگردانی رندال والاس توسط کمپانی والت دیزنی پیکچرز ساخته شد.[۲۱]